# Entesite
Per  entesite  in campo medico, si intende un'infiammazione che colpisce l'inserzione di un muscolo su un osso. Mostra carattere progressivo degenerativo, soprattutto in condizioni di stress o malattie autoimmuni, verso fibrosi e calcificazione.

## Sintomatologia
Il sintomo principale delle infiammazioni è il dolore, in tal caso lo si manifesta generalmente durante la contrazione del muscolo interessato, in condizioni normali è solitamente asintomatico.
La parte più colpita è il tallone. Può accompagnare o essere sintomo iniziale di malattie quali la spondilite anchilosante e forme di artriti.